# هارولد لوید به دانشگاه می‌رود
هارولد لوید به دانشگاه می‌رود (عنوان آمریکایی: دانشجوی سال اول) فیلمی بود صامت با کمدی که در سال ۱۹۲۵ در آمریکا و چند کشور دیگر اکران گردید. بازیگر اصلی این فیلم هارولد لوید بود. این اثر موفق‌ترین فیلم این هنرپیشه محسوب می‌شود. در سال ۱۹۹۰ میلادی فیلم در فهرست ملی ثبت فیلم آمریکا قرار گرفت و در کتابخانه کنگره برای حفظ و نگهداری تحویل گردید. این فیلم ماجراهای یک دانشجوی سال اولی (هارولد لوید) را به تصویر می‌کشد.

## گزیدهٔ بازیگران
- هارولد لوید
- جوبینا رالستون
- گریدی ساتن
- می والاس
- گاس لئونارد
- جیمز آندرسون
- چارلز استیونسون
- والاس هاو
- اسکار اسمیت
- بروکس بندیکت